# Aphrodisium attenuatum
Aphrodisium attenuatum là một loài bọ cánh cứng trong họ Cerambycidae.